# 혼다촌 (지바현)
혼다촌(誉田村)은 지바현 지바군에 일찍이 존재했던 촌이다. 현재의 지바시 미도리구 중앙부에 해당한다.

## 역사
- 1889년 4월 1일 - 정촌제 시행에 의해 지바군 혼다촌이 성립하였다.
- 1955년 2월 11일 - 지바시에 편입하여, 동일 혼다촌은 폐지되었다.

## 교통

### 철도
- 국철 (→ JR동일본)
  - 소토보선